# Katja Restović
Katja Restović (Zagreb, 11. siječnja 1964.) hrvatska je kazališna redateljica, redateljica spotova i filmova.

## Životopis
Diplomirala je 1988. godine kiparstvo u klasi akademskog kipara Josipa Diminića i Modnu fotografiju u klasi vizualnih komunikacija na Filozofskom fakultetu u Rijeci. 
Godine 1998.  završava Imaginarnu filmsku akademiju u Grožnjanu u klasi Rajka Grlića, Karpa Godine te Nenada Puhovskog gdje potpisuje dokumentarni film „Masayuki Nagase“ te postaje članom (najznačajnija hrvatska nezavisna dokumentarna produkcija). Nagrađena je za slikarstvo Likovno stvaralaštvo mladih Pazin te Grisia 1986., Rovinj. Izlagala je samostalno nekoliko puta. Autorica je zaštićene maske Karnevala Rijeka “Moretto” i službene uniforme za europsku kampanju turizma, Ministarstva turizma Hrvatske. 
Članica je Hrvatske glazbene unije, Hrvatskog udruženja književnika te Udruženja Hrvatskih filmskih redatelja. Dobitnica je nagrade za životno djelo, Tekstilno-tehnološkog fakulteta u Zagrebu (autorica Festivala Fashion News 1990 -1997). 
Objavila je tri romana pod pseudonimom Eva Lucas a od 2010. godine aktivno se bavi teatrom.  Napisala je 2 mjuzikla  („Svi smo mi isti ( ispod kože)“, „ Kraljevna na zrnu graška“) te 2 komedije ( „Na brzaka“ i „Noć kazališta“). Autorica je foto bienalla te Festivala komedije “Zlatni Zub” ( osnovan 2007.g). 
Kao redateljica, scenaristica i montažerka potpisuje više od 1200 video glazbenih spotova (HR/ BiH / SLO/ US/ I/ A).  Godine 2012. postaje članomicom udruženja Istarskih fotografa te aktivno izlaže u zemlji i inozemstvu kao fotograf. Sudjelovala je na Libertas Film festivalu s kratkim dokumentarnim filmom “Maria Bakker”. Režirala je i montirala kratkometražni film “Krvavi mjesec”, te kratke dokumentarne filmove:  „ Followers of Crist gospel choir“, „ Earl Bynum & As We Are feat. Cora Armstong“, „Jovan Kolunđija“. Od 2012. godine radi na predprodukciji igranog filma  “Vrata Iskupljenja” čija je koautorica.

## Nagrade i priznanja
- 1985. - nagrada za slikarstvo, «Likovno stvaralaštvo mladih », Pazin
- 1986. - nagrada za slikarstvo, «Grisia» Muzej Grada Rovinja
- 1994. - autor zaštićene gradske maske Karnevala Rijeka» Moretto» pod pokroviteljstvom Turističke zajednice Rijeka (autor prve kolekcije « Moretto»),  Autor službene uniforme za europsku reklamnu kampanju Turizma pod pokroviteljstvom Ministarstva turizma hrvatske i Mc Erickson
- 1995.- postaje članicom Hrvatske gospodarske komore HGK u posebnom odboru Modna zajednica Hrvatske
- 2000. - postaje članicom Hrvatske glazbene unije HGU, postaje članom udruženja Hrvatskih filmskih redatelja
- 2001.- postaje članicom Hrvatskog udruženja književnika
- 2010. - dobiva nagradu za životno djelo doprinosa u hrvatskoj modi „Modni ormar“ tekstilno tehnološkog Fakulteta u Zagrebu, za ostvarenje i doprinos u zemljama Europe i Mediterana za promidžbu ( Festival Fashion News) mladih hrvatskih i međunarodnih autora modnog designa

## Filmografija
- Masayuki Nagase (1998.)
- Maria Bakker (2010.)
- Followers of Christ (2011.)
- Jovan Kolunđija  (2011.)
- Ušće zla (2011.)
- Eearl Bynom & As We Are feat. Cora Armstrong (2012.)

## Vanjske poveznice
- Službena web stranica
- Mrki teatar  Arhivirana inačica izvorne stranice od 4. travnja 2013. (Wayback Machine)